# First Kiss (album của Kid Rock)
| Đánh giá chuyên môn  | Đánh giá chuyên môn |
| Điểm trung bình      | Điểm trung bình     |
| Nguồn                | Đánh giá            |
| -------------------- | ------------------- |
| Metacritic           | 65/100              |
| Nguồn đánh giá       |                     |
| Nguồn                | Đánh giá            |
| AllMusic             | [ 2 ]               |
| Billboard            | [ 3 ]               |
| Entertainment Weekly | B                   |
| The Guardian         | [ 5 ]               |
| New York Daily News  | [ 6 ]               |
| Rolling Stone        | [ 7 ]               |

First Kiss là album phòng thu thứ mười của nhóm nhạc người Mĩ Kid Rock. Album phát hành vào ngày 24 tháng 2 năm 2015 thông qua Warner Bros. Records, và là album đầu tiên của nhóm phát hành bởi Warner Bros. từ sau khi rời hãng Atlantic Records vào năm 2014.

## Diễn biến thương mại
First Kiss ra mắt tại vị trí quán quân bảng xếp hạng US Billboard 200, với doanh số đạt 137.000 bản tính đến hết ngày 1 tháng 3 năm 2015. Album cũng ra mắt tại vị trí tương tự trên bảng xếp hạng Canadian Albums Chart, với doanh số bán lẻ đạt 8.000 bản.

## Danh sách và thứ tự bài hát
- Tất cả bài hát đều được sản xuất bởi Kid Rock, trừ "First Kiss" và "Drinking Beer With Dad" được sản xuất bởi Dan Huff.

| STT | Nhan đề                                                                                  | Sáng tác                    | Thời lượng |
| --- | ---------------------------------------------------------------------------------------- | --------------------------- | ---------- |
| 1.  | "First Kiss"                                                                             | Kid Rock, Marlon Young      | 4:40       |
| 2.  | "Good Times, Cheap Wine"                                                                 | Rock, Young                 | 4:37       |
| 3.  | "Johnny Cash"                                                                            | Rock                        | 4:41       |
| 4.  | "Ain't Enough Whiskey"                                                                   | Rock, Young                 | 3:37       |
| 5.  | "Drinking Beer with Dad"                                                                 | Rock                        | 4:38       |
| 6.  | "Good Time Lookin' for Me"                                                               | Rock, Young                 | 4:33       |
| 7.  | "Best of Me"                                                                             | Rock, Young                 | 4:48       |
| 8.  | "One More Song"                                                                          | Rock                        | 4:26       |
| 9.  | "Jesus and Bocephus"                                                                     | Rock, Jeff Orr              | 3:51       |
| 10. | "FOAD" (tên khác là "Say Goodbye" trong phiên bản sạch được đồng sáng tác bởi Bob Seger) | Rock, Ed Jurdi, Gordy Quist | 4:55       |

## Xếp hạng
| Bảng xếp hạng (2015)                | Vị trí cao nhất |
| ----------------------------------- | --------------- |
| Australian Albums (ARIA)            | 45              |
| Album Áo (Ö3 Austria)               | 9               |
| Album Canada (Billboard)            | 2               |
| Album Đức (Offizielle Top 100)      | 16              |
| Album Hungaria (MAHASZ)             | 12              |
| Album Thụy Sĩ (Schweizer Hitparade) | 5               |
| Album Anh Quốc (OCC)                | 52              |
| Album Hoa Kỳ Billboard 200          | 2               |
| Album Hoa Kỳ Top Rock (Billboard)   | 1               |

| Bảng xếp hạng (2015)           | Vị trí |
| ------------------------------ | ------ |
| US Billboard 200               | 80     |
| US Top Rock Albums (Billboard) | 8      |